# وولدي هاريس
وولدي هاريس (بالإنجليزية: Wolde Harris)‏ هو لاعب كرة قدم جامايكي في مركز الهجوم، ولد في 26 يناير 1974 في كينغستون في جامايكا. شارك مع منتخب جامايكا لكرة القدم. أما مع النوادي، فقد لعب مع تشارلستون بيتري وسبورتينغ كانساس سيتي وكولورادو رابيدز ونادي سانتانيكوس أسوشيتد ونيو إنغلاند ريفولوشن.

## وصلات خارجية
- وولدي هاريس على موقع الاتحاد الدولي (مؤرشف)  (الإنجليزية)
- وولدي هاريس على موقع الدوري الأمريكي (الإنجليزية)
- وولدي هاريس على موقع قاعدة بيانات كرة القدم.إي يو (الإنجليزية)
- وولدي هاريس على موقع ناشيونال فوتبول تيمز (الإنجليزية)
- وولدي هاريس على موقع Soccerway.com (الإنجليزية)
- وولدي هاريس على موقع عالم كرة القدم.نت (الإنجليزية)